# Кричевский, Василий Васильевич
Васи́лий Васи́льевич Криче́вский (укр. Василь Васильович Кричевський;  (31 (18) марта 1901, Харьков — 16 июня 1978, Маунтин-Вью, штат Калифорния, США) — украинский советский живописец, график.
Младший сын Кричевского Василия Григорьевича (1872—1952).

## Биография
Родился в городе Харькове в 1901 году.
Учился в киевской гимназии № 4. В 1923 году окончил Киевский художественный институт, где учился у отца.
Работал на Одесской и Киевской киностудиях, оформил 16 фильмов, в том числе — «Земля» А. Довженко.
Со временем занялся станковой живописью. Работал в области портрета, пейзажа, оформлял книги.
С 1949 года жил и работал в США, был членом  Ассоциации украинских художников в США, образованной в мае 1952 года.
Умер в июне 1978 года на 78-м году жизни.

## Семья
- Жена — Елена Евгеньевна Кричевская.
- Дочь — Екатерина Кричевская-Росандич, художница.